# Paleokonservatism
Paleokonservatismen är en konservativ politisk filosofi som uppkom och främst finns i USA. Filosofin uppkom under 1970- och 1980-talet som en motreaktion på neokonservatismen. Paleokonservatismen betonar tradition, begränsad stat, det civila samhällets roll, antikolonialism och antifederalism, och religiös, regional, nationell och västerländsk identitet.

## Bakgrund
Paleokonservatismen menar sig företräda en äldre konservativ tradition och därmed också förespråkare för en mer "klassisk", autentisk, konservatism än de neokonservativa. Vissa inom den äldre generationens "nya konservativa" från 1950- och 1960-talen har åsikter som ligger nära de paleokonservativa.
De ideologiska rötterna står att söka dels i den "Old Right" som dominerade det republikanska partiet i USA under mellankrigstiden och präglades av nationalism i kombination med laissez-faire, dels i traditionell amerikansk anti-federalism. Ideologiskt präglas paleokonservatismen av en kritik av de internationalistiska inslagen i de modernare konservativa riktningarna – främst angreppet på Irak samt bistånd till allierade regimer och regeringar. Även en mer generell kritik mot välfärdsstaten (inom såväl neokonservatism som europeisk socialdemokrati) och den federala amerikanska regeringen är central.
Förutom kritiken mot välfärdsstaten och höga skatter så kännetecknas paleokonservatismens ekonomiska politik ofta av protektionism, då man menar att en långtgående ekonomisk globalisering riskerar att underminera lokala och nationella gemenskaper.
Den kanske mest kände företrädaren för paleokonservatismen den tidigare republikanske presidentkandidaten Pat Buchanan. Andra förgrundsgestalter är Russell Kirk, Paul Gottfried, Joseph Sobran och den svensk-amerikanske statsvetaren Claes G. Ryn. Den brittiska filosofen Roger Scruton beskrivs ofta som paleokonservativ.
Viktiga amerikanska paleokonservativa publikationer är The American Conservative, Taki's Magazine samt Chronicles, som ges ut av tankesmedjan Rockford Institute.